# Massiefkarton
Massief karton wordt gemaakt van oud papier en heeft een basismassa tussen 500 en 1000 g/m2. Massief karton wordt aan één of beide zijden voorzien van een plakpapier om een mooier of beter bedrukbaar uiterlijk te verkrijgen. Er wordt ook plakpapier met een PE-coating toegepast om het karton tegen vocht te beschermen. Massief karton wordt op rollen of gesneden op pallets geleverd. In een kartonnage worden er verzendverpakkingen van gemaakt voor bloemen, groenten en diepgevroren vis of vlees. Massief en vouwkarton worden gemaakt op een kartonmachine. Massief karton kan ook worden gelamineerd door verschillende lagen papier en/of karton op elkaar te verlijmen. Dit doet men dan door vanaf rollen de lagen aan elkaar te verlijmen en hiervan vellen te snijden.